# Amalia Mendoza
Amalia Mendoza García (Huetamo, 10 de julho de 1923 – Cidade do México, 11 de junho de 2001), apelidada La Tariácuri, foi uma cantora e atriz mexicana. "Échame a mi la culpa" e "Amarga navidad" foram alguns de seus maiores sucessos. Sua melhor amiga desde a juventude foi Martha de Miranda Jiménez, "Martuquia", como ela a chamava, que foi sua companheira por muitos anos quando Amalia estava em turnê.

## Carreira
Tariácuri, de quem Mendoza recebeu seu apelido, era uma líder indígena do povo Purépecha, que habitava o atual estado de Michoacán. O apelido foi usado anteriormente no grupo musical de seus irmãos (Trío Tariácuri) e em seu próprio duo (Las Tariacuritas) com sua irmã, Perla. Ganhou destaque como cantora solo quando começou a cantar na estação de rádio XEW em 1954. Gravou 36 álbuns. Em 1962, ganhou o Prêmio Macuilxóchitl de melhor cantora de bolero feminina da música ranchera (bolerista de ranchero). Ao longo da maior parte de sua carreira, foi acompanhada pelo Mariachi Vargas de Tecalitlán e gravou numerosas rancheras e boleros de José Alfredo Jiménez, Cuco Sánchez, José Ángel Espinoza, Gabriel Ruiz e Tomás Méndez.
Morreu quatro semanas e um dia antes de seu 78º aniversário.

## Discografia
- La Tariácuri (1958)
- La Tariácuri Vol. II (1959)
- La Tariácuri Vol. III (1960) (reeditado em CD como Amalia Vol. 1)
- La viuda abandonada (Vol. IV) (1961) (reeditado em CD como Mucho corazón... y otros éxitos más)
- Boleros con Amalia Mendoza (1962)
- Las canciones que siempre quise grabar (1963)
- México en la voz de Amalia Mendoza (1965)
- Las tres señoras (1995) (com Lola Beltrán e Lucha Villa)

## Filmografia
| Ano  | Título                 | Papel       | Notas        |
| ---- | ---------------------- | ----------- | ------------ |
| 1956 | Vivir a todo dar       | Cantora     | Sem créditos |
| 1957 | Mi influyente mujer    | Cantora     |              |
| 1958 | Fiesta en el corazón   | Cantora     |              |
| 1958 | Una cita de amor       | Genoveva    |              |
| 1959 | Yo... el aventurero    | Amalia      |              |
| 1961 | Los laureles           | doña Leonor |              |
| 1961 | ¿Donde estás, corazón? | Amalia      |              |